# Kabinett Hellwege I
Das Kabinett Hellwege I bildete vom 26. Mai 1955 bis zum 19. November 1957 die Niedersächsische Landesregierung. Heinrich Hellwege wurde am 26. Mai 1955 zum Ministerpräsidenten und damit zum Leiter der Landesregierung gewählt. Die Koalition wurde aufgelöst, nachdem die Fraktion aus FDP und GB/BHE sechs fraktionslose Abgeordnete aus der DRP aufnahm.
| Amt                                                | Name                                                         | Partei | Partei |
| -------------------------------------------------- | ------------------------------------------------------------ | ------ | ------ |
| Ministerpräsident                                  | Heinrich Hellwege                                            |        | DP     |
| Stellvertreter des Ministerpräsidenten             | August Wegmann                                               |        | CDU    |
| Inneres                                            | August Wegmann                                               |        | CDU    |
| Wirtschaft und Verkehr                             | Hermann Ahrens                                               |        | GB/BHE |
| Ernährung, Landwirtschaft und Forsten              | Friedrich von Kessel                                         |        | GB/BHE |
| Finanzen                                           | Helmuth Andreas Koch                                         |        | CDU    |
| Aufbau                                             | Konrad Mälzig                                                |        | FDP    |
| Justiz                                             | Richard Langeheine (bis 3. Oktober 1956)                     |        | DP     |
| Justiz                                             | Arvid von Nottbeck (ab 3. Oktober 1956)                      |        | FDP    |
| Kultus                                             | Leonhard Schlüter (bis 11. Juni 1955)                        |        | FDP    |
| Kultus                                             | Heinrich Hellwege (11. Juni 1955 bis 14. September 1955)     |        | DP     |
| Kultus                                             | Richard Tantzen (ab 14. September 1955 bis 28. Februar 1956) |        | FDP    |
| Kultus                                             | Richard Langeheine (ab 29. Februar 1956)                     |        | DP     |
| Soziales                                           | Heinz Rudolph                                                |        | CDU    |
| Vertriebene, Flüchtlinge und Kriegssachgeschädigte | Erich Schellhaus                                             |        | GB/BHE |